# Єрсон Самбрано
Єрсон Самбрано (ісп. Yerson Leódan Zambrano; 2 серпня 1995, Манта, Еквадор) — еквадорський футбольний арбітр. Арбітр ФІФА з 2024 року.

## Суддівська кар'єра
Єрсон Самбрано — еквадорський арбітр, дебютував у 2019 році та арбітром ФІФА з 2024 року як центральний суддя та рефері VAR. Починав суддівство з 2017 року в нижчих категоріях, аматорських турнірах та турнірах другої категорії вже в сезоні 2019 року судив в Серії B чемпіонату Еквадору.
Уперше судив Кубок Еквадору в матчі третього раунду між «Емелек» і «Атлетіко Санто-Домінго».
З 2023 року він є арбітром у вищому дивізіоні еквадорського футболу, як в національному чемпіонаті, так і в Кубку Еквадору.
На міжнародному рівні в турнірах Конмеболу він дебютував в сезоні 2024 року.